# Чрна-на-Корошкем
Чрна-на-Корошкем (словен. Črna na Koroškem, нем. Schwarzenbach) — поселение и община в северной части Словении, в исторической области Словенская Каринтия, а с 2005 года входит в состав статистического региона Корошка. По данным переписи 2002 года население самой Чрны-на-Корошкем — 2 341 человек; население всей общины — 3 616 человек.

## Название
Поселение впервые упоминается в письменных источниках в 1309 году под немецким названием Swarzenpach (и как Swartzenpach в 1318 году и Swarczenpach в 1470 году) — что буквально означает чёрный ручей. Словенское название Črna (ср. рус. чёрная) появилось в результате эллипсиса от *Črna (voda/reka) — чёрная вода/река. Обозначение «чёрная» возможно обозначало тёмную воду с илом, текущую через еловый лес или глубокий поток без видимого дна. Таким потоком мог быть ручей, ныне известный как Яворски-поток (словен. Javorski potok). Название было изменено с Чрна на Чрна-на-Корошкем в 1970 году.

## История
Впервые церковь в Чрне в составе герцогства Каринтии впервые упоминается в документе 1137 года. Поселение было издревле известно своим железным ремеслом. Литейное производство было основано неким Мехиором Пуком, прибывшим в Чрну из долины реки Лавант в 1620 году, началась добыча железной руды и были построены 2 плавильные печи, которые стали одними из первых в Восточных Альпах. Это производство было продано графам Турн-Валсассина из расположенного рядом Блайбурга в 1624 году, которые построили ещё один литейный комплекс на реке Меже в Мушенике к северу от Чрны в XVIII веке. После того как компания Австрийской южной дороги построила железнодорожное сообщение между Клагенфуртом и Филлахом, около 1880 года графы Турн-Валсассина перенесли своё производство в Равне-на-Корошкем, расположенной на несколько километров вниз от Чрны по реке Меже.
Приходская церковь в Чрне-на-Корошкем, выполненная в неороманском стиле, посвящена святому Освальду и была возведена в 1868 году после того, как старя сгорела в пожаре.

## Известные уроженцы
Известные люди, которые родились или жили в Чрне-на-Корошкем:
- Алеш Горза (род. 1980), лыжник
- Митя Кунц (род. 1971), лыжник
- Наташа Лачен (род. 1971), лыжник
- Тина Мазе (род. 1983), лыжник
- Ирма Павилинич-Кребс (род. 1963), политик
- Миро Петек (род. 1959), журналист и политик
- Данило Пудгар (род. 1952), лыжник
- Драго Пудгар (род. 1949), лыжник
- Катюша Пушник (род. 1969), лыжник